# Super Bowl XIX
Il Super Bowl XIX è stata una gara di football americano tra i vincitori dell'American Football Conference (AFC, i Miami Dolphins, e quelli della National Football Conference (NFC), i San Francisco 49ers per determinare il campione della National Football League (NFL) per la stagione 1984. I 49ers sconfissero i Dolphins con un punteggio di 38–16, vincendo il loro secondo Super Bowl. La gara fu disputata il 20 gennaio 1985, allo Stanford Stadium, nel campus della Stanford University a Stanford, California.

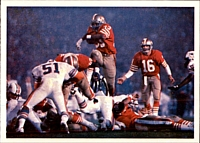
Una fase di gioco del Super Bowl XIX

La gara fu presentata come la battaglia tra due grandi quarterback: Dan Marino di Miami e Joe Montana di San Francisco. I Dolphins arrivarono al loro quinto Super Bowl dopo aver terminato la stagione regolare con un record di 14–2. I 49ers erano al loro secondo Super Bowl dopo essere diventati la prima squadra della storia a vincere 15 partite nella stagione regolare da quando la lega ampliò il calendario a 16 partite nel 1978.
Con Marino e Montana, la gara diventò il primo Super Bowl in cui entrambi i quarterback titolare passarono oltre 300 yard. Inoltre le due squadre guadagnarono complessivamente 851 yard, all'epoca un record del Super Bowl. Dopo essere passati in svantaggio per 10-7 nel primo quarto, i 49ers dominarono il resto della partita, segnando tre touchdown nel secondo quarto, oltre a 10 punti nel secondo tempo senza che i Dolphins ne segnassero alcuno. Montana fu nominato MVP della gara, completò 24 passaggi su 35, per l'allora record di 331 yard lanciate in un Super Bowl, realizzando 3 touchdown su passaggio. Inoltre, Joe stabilì il nuovo record del Super Bowl per maggior numero di yard corse da un quarterback, correndone 59 oltre a segnare un altro touchdown su corsa.
Questo fu il primo Super Bowl ad essere trasmesso in televisione negli Stati Uniti dal network ABC, che si unì alla rotazione per la trasmissione insieme a CBS e NBC. Fu anche il primo Super Bowl in cui il Presidente degli Stati Uniti in carica partecipò al lancio della monetina; Ronald Reagan apparve via satellite dalla Casa Bianca e lanciò la moneta.

## Formazioni titolari
| San Francisco      | Ruolo | Miami             |
| ------------------ | ----- | ----------------- |
| Attacco            |       |                   |
| Freddie Solomon    | WR    | Mark Clayton      |
| Bubba Paris        | LT    | Jon Giesler       |
| John Ayers         | LG    | Roy Foster        |
| Fred Quillan       | C     | Dwight Stephenson |
| Randy Cross        | RG    | Ed Newman         |
| Keith Fahnhorst    | RT    | Cleveland Green   |
| Russ Francis       | TE    | Bruce Hardy       |
| Dwight Clark       | WR    | Mark Duper        |
| Joe Montana        | QB    | Dan Marino        |
| Wendell Tyler      | FB    | Woody Bennett     |
| Roger Craig        | RB    | Tony Nathan       |
| Difesa             |       |                   |
| Lawrence Pillers   | LE    | Doug Betters      |
| Manu Tuiasosopo    | NT    | Bob Baumhower     |
| Dwaine Board       | RE    | Kim Bokamper      |
| Dan Bunz           | LOLB  | Bob Brudzinski    |
| Riki Ellison       | LILB  | Jay Brophy        |
| Jack Reynolds      | RILB  | Mark Brown        |
| Keena Turner       | ROLB  | Charles Bowser    |
| Ronnie Lott        | LCB   | William Judson    |
| Eric Wright        | RCB   | Don McNeal        |
| Carlton Williamson | SS    | Glenn Blackwood   |
| Dwight Hicks       | FS    | Lyle Blackwood    |